# Cima di Vezzana
La Cima di Vezzana (ou Cima della Vezzana ou simplement Vezzana) est un sommet des Alpes, à 3 192 m, dans les Dolomites, et en particulier le point culminant du chaînon des Pale, en Italie (limite entre le Trentin-Haut-Adige et la Vénétie).

## Géographie
La Cima di Vezzana domine le passo Rolle, situé au nord-ouest des Dolomites. Il est délimité au sud par le col de Travignolo (2 925 m) et au nord par le col de Val Strut (2 870 m), au-delà duquel s'élèvent respectivement le Cimon della Pala et le Campanile di val Strut. À l'est se développe la valle delle Galline, qui se jette dans la valle delle Comelle, tandis qu'à l'ouest il y a un autre ravin, en partie occupé par le glacier Travignolo, qui atteint le haut val Venegia.

## Histoire
La Cima di Vezzana a été conquise le 23 juin 1878 par les Anglais Douglas William Freshfield et Charles Comyns Tucker, arrivés par le glacier Travignolo. En atteignant le sommet, ils ont observé le Cimon della Pala d'en face, sommet considéré à tort comme le plus haut du chaînon, mais ils ne se sont pas rendu compte qu'ils venaient de conquérir le sommet le plus haut de la chaîne de montagnes.

## Accès
La Cima di Vezzana est accessible par un petit chemin technique mais offrant un panorama sur les environs, surtout sur le plateau des Pale di San Martino et sur le passo Rolle. 
La crête, en direction du val Strut, est traversée par la via ferrata Gabitta d'Ignoti.
En hiver, la Vezzana peut également être escaladée en ski de randonnée. De possibles ascensions à ski mènent sur le glacier de Travignolo, à travers la valle dei cantoni ou à travers le val Strut.

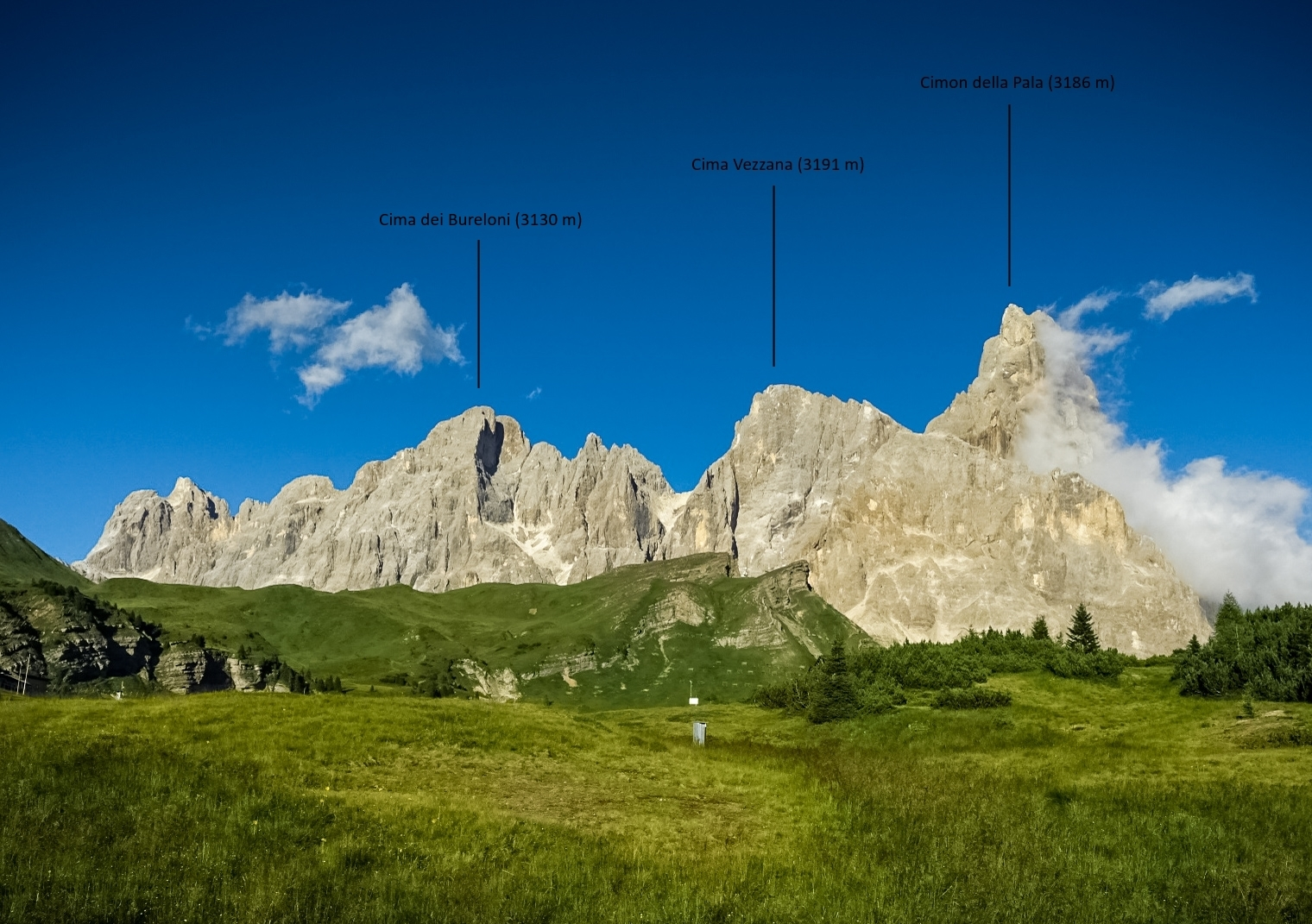
De gauche à droite : Cima dei Bureloni, Cima di Vezzana, Cimon della Pala. Vue depuis le passo Rolle.
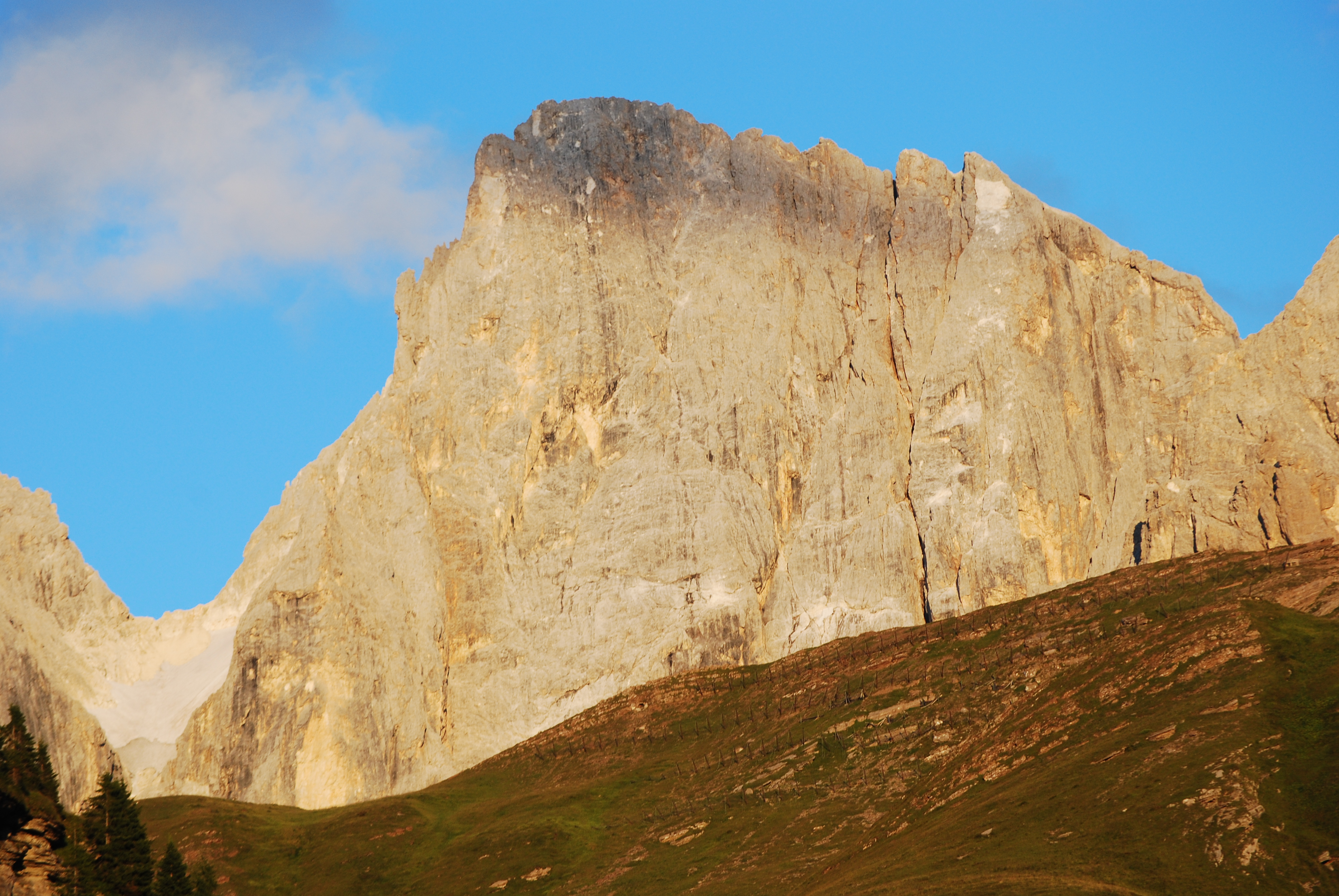
Vue depuis le passo Rolle au nord-ouest.
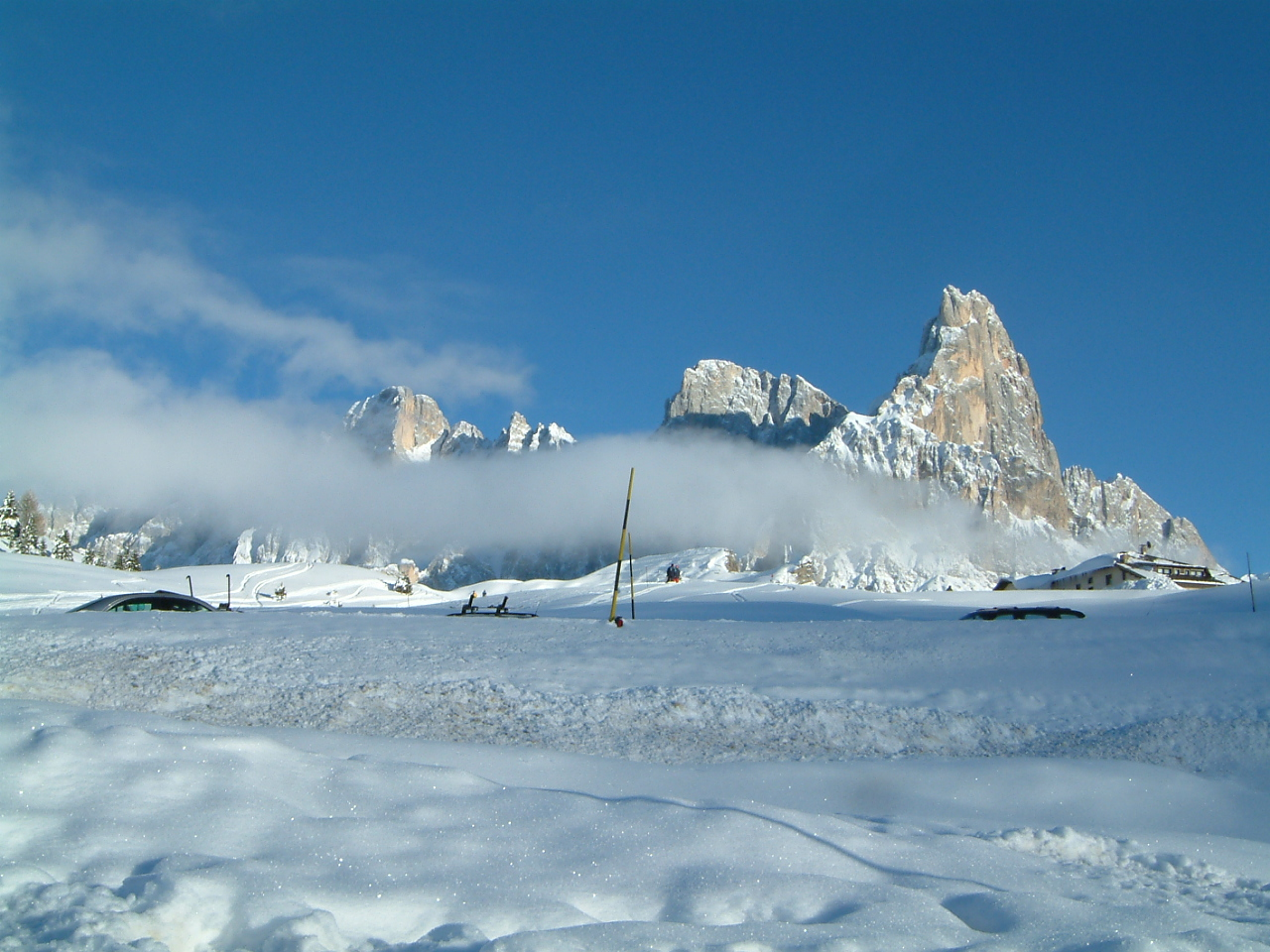
Vue depuis ce même col en hiver.
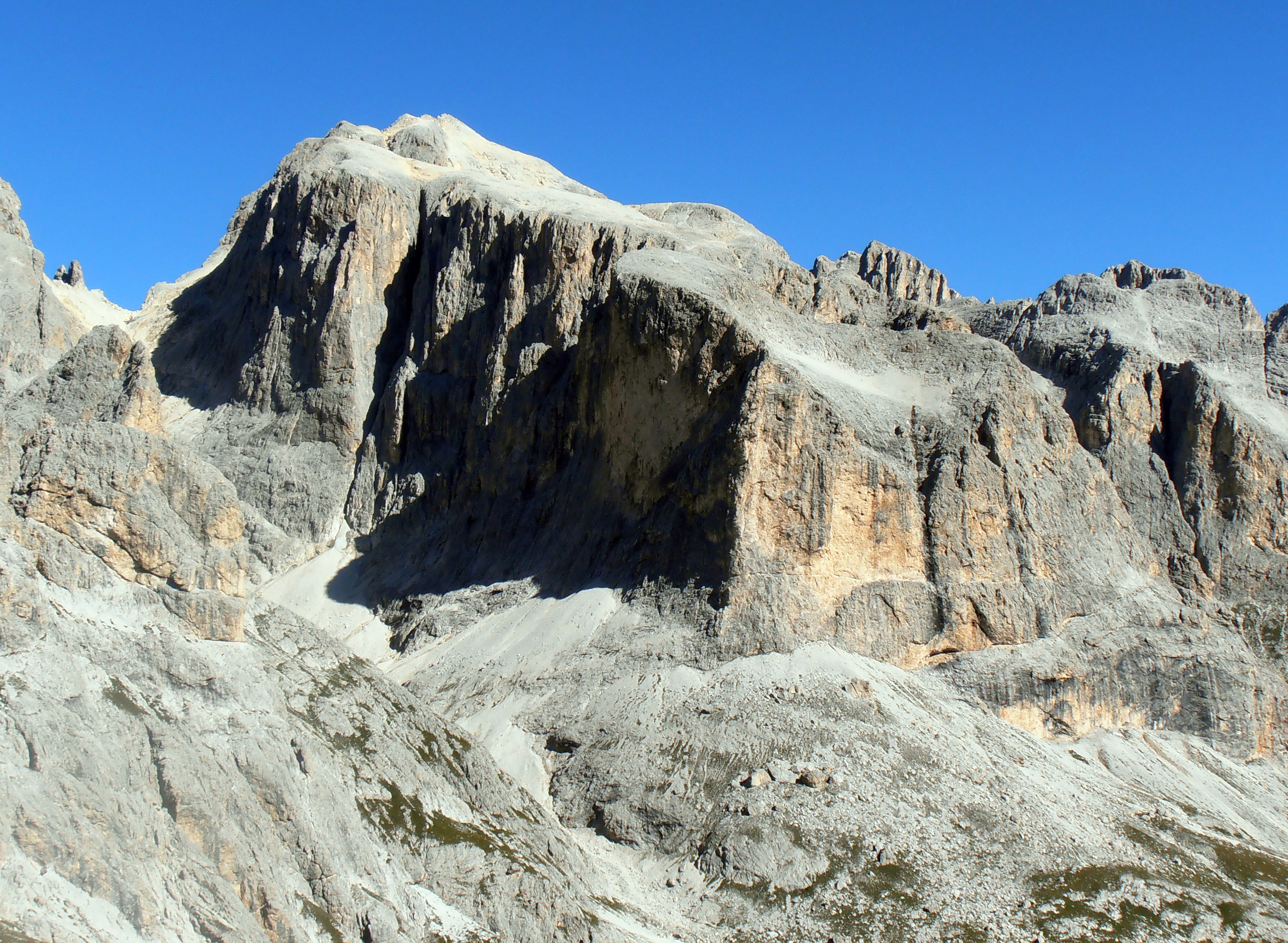
Versant sud.